# Pyrinia spilota
Pyrinia spilota är en fjärilsart som beskrevs av Felder och Alois Friedrich Rogenhofer 1875. Pyrinia spilota ingår i släktet Pyrinia och familjen mätare. Inga underarter finns listade.